# Varga Béla (politikus)
Varga Béla (Börcs, 1903. február 18. – Budapest, 1995. október 13.) katolikus pap, pápai prelátus, politikus, 1939. június 6-tól 1944. november 9-ig országgyűlési képviselő, 1945. április 2-től szeptember 13-ig az Ideiglenes Nemzetgyűlés tagja, 1945. november 29-től országgyűlési képviselő. 1945. december 7-től 1946. február 2-ig a Nemzeti Főtanács tagja. 1946. február 7-tól 1947. július 3-ig az országgyűlés elnöke, 1947-től a második világháború utáni amerikai emigráns magyarság egyik vezetője.

## Életpályája
Paraszti családból származott. Édesanyja katolikus hite és az uralkodó iránti tisztelete nagy hatással volt rá. Talán ezért is vett részt 1921 októberében az uralkodó, IV. Károly második visszatérési kísérlete során lezajlott budaörsi csatában. A fogolytáborból megszökve a veszprémi teológiai akadémián folytatta tanulmányait.
Teológiai tanulmányait Győrött és Veszprémben végezte. Pappá szentelése után Somlóvásárhelyen, majd Várpalotán lett káplán. 1929-től plébános Balatonbogláron. Gaál Gaszton felkérésére részt vett a Független Kisgazdapárt megalapításában, amelynek 1937-től országos alelnöke lett. E minőségében a radikális földreformért és a titkos választójog bevezetéséért harcolt.
1939-1944 között országgyűlési képviselő volt. A második világháború alatt részt vett a Magyarországra menekült lengyelek, az üldözött francia katonatisztek támogatásában, a német megszállás után pedig segített a magyarországi zsidók megmentésében is.
A szovjetek Wallenberggel együtt elfogták, halálra ítélték, de egy magyar-orosz tolmács segítségével megszökött.
1945 áprilisától az Ideiglenes Nemzetgyűlés tagja, novembertől nemzetgyűlési képviselő. 1946. február 7-én az országgyűlés elnökévé választották.
1947. június 2-án letartóztatása elől elmenekült az országból. Az Egyesült Államokba emigrált, ahol a külföldi magyar emigráció vezetője lett. 1951-ben részt vett a Szabad Európa Rádió elindításában.
1990-ben, a szabadon választott magyar országgyűlés alakuló ülésén már itthon mondott beszédet, egy évvel később pedig végleg hazatelepült. 1991. augusztus 20-án megkapta a Magyar Köztársasági Érdemrend nagykeresztjét. Sírja a balatonboglári Szent Kereszt felmagasztalás-templomban található.

## Művei
- A nemzetgyűlés elnöke volt. Kilenc évtized a 20. századból. Varga Béla vallomásai életútjáról, 1991-ben; szerk. Kapronczay Károly; Mundus, Bp., 1998 (Az Antall József Emlékbizottság és Baráti Társaság évkönyvei)

## Elismerései
- Magyar Szabadság Érdemrend ezüst fokozata (1946)[4]
- Francia Köztársaság Becsületrendjének tiszti keresztje (1960)[4]
- A Magyar Köztársasági Érdemrend nagykeresztje (1991)
- Magyar Örökség díj (1999, posztumusz)

## Emlékezete
- Tiszteletére emléktáblát állítottak Veszprémben.[7]
- Mellszobra áll szülőfalujában, Börcsön.[8]